# (16419) Kovalev
(16419) Kovalev – planetoida z pasa głównego asteroid okrążająca Słońce w ciągu 3 lat i 161 dni w średniej odległości 2,28 j.a. Została odkryta 24 września 1987 roku w Krymskim Obserwatorium Astrofizycznym w Naucznym na Krymie przez Ludmiłę Żurawlową. Nazwa planetoidy pochodzi od Siergieja Nikiticza Kowalewa, inżyniera, budowniczego okrętów. Przed nadaniem nazwy planetoida nosiła oznaczenie tymczasowe (16419) 1987 SS28.